# Flammarion (inslagkrater)
Flammarion is een inslagkrater op de Maan. De krater is vernoemd naar de Franse astronoom Camille Flammarion. De naam Flammarion werd aan deze krater gegeven door de Franse selenograaf Casimir Marie Gaudibert (1823-1901) .

## Ligging

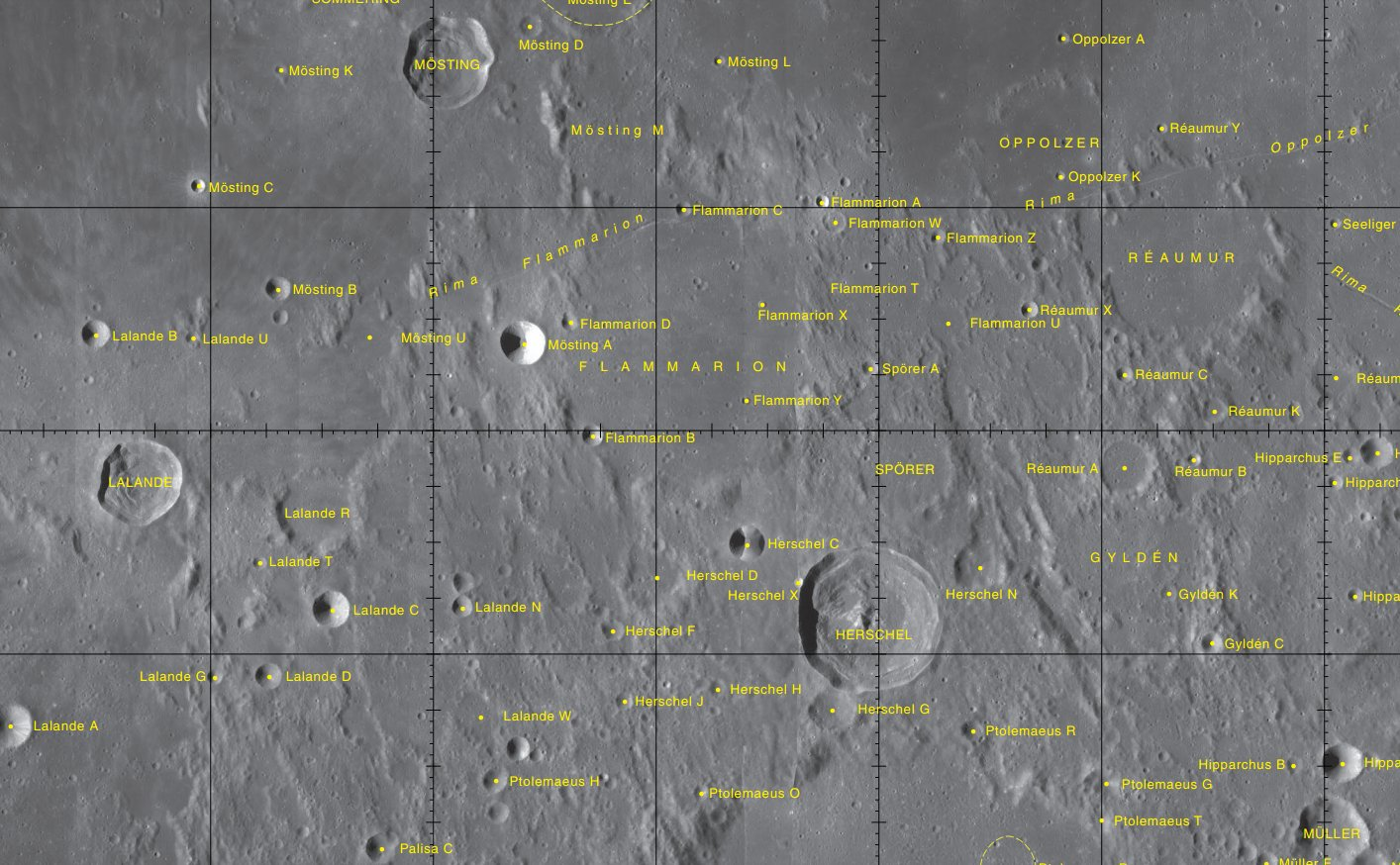
De Flammarion-krater, centraal op de foto, in relatie tot omliggende kraters.

De krater Flammarion ligt aan de zuidelijke rand van de vlakte Sinus Medii, tussen de kraters Mösting in het noordwesten, Lalande in het zuidwesten en Herschel in het zuidoosten.

## Afmetingen
De krater heeft een diameter van 75 kilometer en is 1,5 kilometer diep. Het totale oppervlak is ongeveer 3.700 km² en de omtrek is ongeveer 250 km.

## Mösting A
Net ten westen van Flammarion bevindt zich de komvormige krater Mösting A, die, dankzij de binnenhellingen met hoog albedo, tijdens maansverduisteringen dienst doet als referentiepunt om de positie van de rand van de aardschaduw te bepalen. Mösting A is dan ook een opvallend heldere krater tijdens waarnemingen van de volle maan. De sterk verweerde krater Flammarion is gedurende volle maan zo goed als onzichtbaar, de positie van deze krater kan bepaald worden door de nabijheid van Mösting A. De opvallende verschijningsvormen van dit soort heldere komvormige kraters kunnen vergeleken worden met starende ogen bestaande uit helderwitte irissen rond donkergrijze pupillen.

## Rima Flammarion
Het ontbrekende noordnoordwestelijke gedeelte van de rand van Flammarion is vervangen door Rima Flammarion, die met behulp van amateur telescopen echter zeer moeilijk waar te nemen is door de oostnoordoost-westzuidwest georiënteerde ligging ervan en bijgevolg weinig tot geen schaduwvorming toont.